# Aincourt
Aincourt – miejscowość i gmina we Francji, w regionie Île-de-France, w departamencie Dolina Oise.
Według danych na rok 1990 gminę zamieszkiwały 622 osoby, a gęstość zaludnienia wynosiła 62 osób/km² (wśród 1287 gmin regionu Île-de-France Aincourt plasuje się na 747. miejscu pod względem liczby ludności, natomiast pod względem powierzchni na miejscu 378.).